# John Bartlet
John Bartlet, auch John Bartlett, (aktiv zwischen 1606 und 1610) war ein englischer Komponist des 16. und 17. Jahrhunderts.
Bartlett komponierte mehrstimmige Vokal- und Instrumentalmusik. Er veröffentlichte unter anderem The Whole Booke of Psalms (1599) und A Booke of Ayres with a triplicite of musicke, … (1606). Seine Lautenlieder (etwa das zweistrophige Lied When from my love aus Book of Ayres) und andere Stücke für Laute erinnern an die Musik von Robert Jones.